# Them
 (août 2022).
 (avril 2021).
Si vous disposez d'ouvrages ou d'articles de référence ou si vous connaissez des sites web de qualité traitant du thème abordé ici, merci de compléter l'article en donnant les références utiles à sa vérifiabilité et en les liant à la section « Notes et références ».
Pour les articles homonymes, voir Them (homonymie).
Pour le groupe de hip-hop, voir Themselves.
Them est un groupe rock d'Irlande du Nord formé en 1964.
Them est connu pour avoir créé la chanson populaire Gloria. Il a compté dans ses rangs pendant deux ans le chanteur Van Morrison qui écrit les premières compositions du groupe. De 1964 à 1966, en deux albums et quelques 45 tours, Them devient un groupe de rhythm and blues influent.
Ses managers, d'incessants changements de formation, le départ de son chanteur-vedette en 1966, affaiblissent Them. Le groupe ne retrouvera jamais le succès de ses débuts.

## Biographie

### Les débuts
L’histoire de Them débute avec celle de Gamblers, groupe formé en 1962 à Belfast (Irlande du Nord) par le guitariste-chanteur et meneur Billy Harrison, le bassiste Alan Henderson et le batteur Ronnie Millings. Ces musiciens amateurs présentent à quelques intéressés un répertoire largement constitué de reprises rhythm and blues, dans un pays que sa forte identité musicale a jusqu'alors fermé à ce style.
Au début de l’année 1964, le groupe accueille le jeune claviériste Eric Wrixon puis le saxophoniste Van Morrison. Ce dernier devient un élément central de la formation. Sa connaissance de la musique populaire américaine impressionne ses nouveaux compagnons et il s’impose au chant face à Billy Harrison. Le guitariste laisse Morrison devenir chanteur, saxophoniste, harmoniciste et unique compositeur de la formation.
Le nouveau venu met le groupe en relation avec le Maritime Hotel. Ce club de Belfast se risque à offrir une place prépondérante à un groupe de rhythm and blues. Il fournit aux Gamblers l’occasion de jouer régulièrement et exclusivement du rythm and blues dans un contexte apparemment réticent, mais qui ne demande qu'à évoluer. Sur une idée de Wrixon, pour éviter la confusion avec un homonyme et pour suggérer un nouveau départ, le groupe prend le nom de Them, référence au titre original du film d'horreur de 1954 Des monstres attaquent la ville. 
Le 17 avril 1964, Them se produit pour la première fois sur la scène du Maritime, devant un public peu nombreux. La prestation est convaincante. Le bouche-à-oreille s'active : deux semaines plus tard, on doit arriver une heure en avance pour avoir une place. « Le Maritime est devenu un lieu de pèlerinage. » dira Billy Harrison. Le groupe devient l'attraction principale du club et se taille une solide réputation.Leur répertoire est alors constitué de chansons de Chuck Berry, Muddy Waters, des blues comme Stormy Monday (T-Bone Walker), Help Me (Sonny Boy Williamson II) ou Baby What You Want Me To Do (Jimmy Reed), ainsi que longues chansons plus ou moins improvisées par Van Morrison à partir d’idées notées à la va-vite sur des paquets de cigarettes.
Parmi ces dernières, se trouve le titre Gloria, futur hymne rock à une fille prénommée Gloria. Van Morrison le fait parfois durer jusqu'à vingt minutes : il  s’attarde sur les vêtements qu’elle ôte un à un dans la chambre du protagoniste, et il finit par préciser ce qu’elle fait pour le «faire se sentir bien». Ces premiers mois de spectacles au Maritime constituent pour Morrison l‘apogée de sa carrière avec le groupe.

### Les sessions
Un tel engouement n’échappe pas aux maisons de disques. Them est recruté chez Decca aux conditions qu'ils engagent le manager Phil Solomon, qu'ils provoquent la démission de Wrixon (il n'a pu obtenir l'accord de ses parents) et qu'ils le remplacent par Patrick McAuley. A leur arrivée dans les studio d’enregistrement à Londres, les membres du groupe sont surpris de trouver des session men. Ces  musiciens professionnels sont couramment sollicités à l'époque pour faire gagner du temps aux producteurs. Parmi eux, figure le guitariste Jimmy Page, qui deviendra légendaire. On lui attribue le riff de Baby, Please Don't Go, à tort : il n’a joué que la basse sur ce morceau. Billy Harrison, le concepteur du riff, était le seul musicien du groupe à n'avoir pas besoin de «doublure» ; quant à Van Morrison, il n’en a même pas été question.
En septembre 1964, sort le premier 45 tours du groupe, Don’t Start Crying Now. Il se vend bien à Belfast, peu en Grande-Bretagne. Le groupe emménage à Londres, donne régulièrement des spectacles en attendant la parution de son deuxième 45 tours Baby Please Don’t Go. Il atteint la septième place du classement britannique. Ces deux titres sont des reprises, mais Gloria, sur la face B du second disque, surpasse rapidement en popularité la chanson titre. La chanson deviendra un des standards du rock. Pourtant, le producteur Dick Rowe (connu pour avoir refusé de signer les Beatles en 1962) s'acharne à douter des qualités d’auteur-compositeur de Van Morrison. 
Decca contacte le producteur new-yorkais Bert Berns pour s'occuper des inconnus de Them et leur donner un son plus accessible. L'Américain atterrit en janvier 1965 à Londres, et produit pour eux l’une de ses compositions appelée Here Comes the Night. C'est leur troisième 45 tours, il sort en mars de la même année. Le titre sera leur plus grand succès, repris plus tard par David Bowie. Berns est apprécié par les musiciens du groupe et Morrison dit : « Hormis Bert Berns, j’avais l’impression que tous les gens qui disaient s’occuper de Them ne savaient pas ce qu'ils faisaient. »
Le disque atteint la deuxième place du classement britannique, (ascension stoppée uniquement par le Ticket to Ride des Beatles). Van Morrison l'analyse ainsi : 
L’attitude de Them face aux journalistes annonce celles des Sex Pistols et de Bob Marley : recours fréquents à l’agressivité et dialecte insaisissable pour les journalistes. Les concerts sont épuisants. Them est sur les nerfs au début de l’année 1965. L'organiste John McAuley supplée au départ de son frère Patrick parti remplacer le batteur Ronnie Millings.
En juin 1965 paraît le premier album du groupe, The Angry Young Them (plus connu sous le nom de Them). Il comprend Gloria et d'autres chansons, dont cinq signées Van Morrison. Dans un style très rhythm and blues proche de celui des premiers 45 tours, les morceaux évoquent souvent une version survitaminée des Rolling Stones à leurs débuts, énergie amoindrie par les session men envahissants. La photographie qui illustre la pochette du disque montre un nouveau remaniement au sein de Them. Le claviériste John McAuley est remplacé par Peter Bardens. Ce dernier partage un temps son appartement avec Van Morrison et Mick Fleetwood, et les trois musiciens écoutent souvent des disques de soul comme ceux de James Brown, Nina Simone, Wilson Pickett ou encore Bobby «Blue» Bland.
En même temps que l’album, sort le quatrième 45 tours du groupe et le premier signé Morrison, One More Time. Il ne remporte pas un grand succès et apparaît rétrospectivement comme le premier signe de l’inexorable déclin de Them.
Celui-ci s'enclenche en août 1965 au départ de Billy Harrison. Le groupe s'estimait spolié par son manager. Harrison intervient auprès de Decca. Consultés un par un par Solomon, les jeunes membres de Them se laissent impressionner et se rétractent. Ce qui provoque le départ de leur chef.
Them entre dans une période de nombreux changements de formation. Certaines sont photographiées alors qu'elles n'ont jamais enregistré. Van Morrison et Alan Henderson, derniers membres originels, décident de retourner à Belfast afin de constituer un nouveau Them. Ils engagent le guitariste Jim Armstrong, le batteur John Wilson (qui sera ensuite le batteur de Taste, le groupe de Rory Gallagher) et le saxophoniste, vibraphoniste et flûtiste Ray Elliot. Ces musiciens sont sélectionnés pour leur polyvalence. C'était le souhait de Morrison qui voulait intégrer des influences de jazz et de soul à sa musique.
Sorent des 45 tours (It Won't Hurt) Half As Much et Mystic Eyes en août et novembre 1965, qui sont en fait des enregistrements antérieurs impliquant toujours Billy Harrison. En janvier 1966, paraît le second album, intitulé Them Again. Ce disque comprend de nombreuses reprises soul de James Brown, de Nina Simone ou de Chris Kenner entre autres, et seulement quatre chansons de Morrison. La musique y est plus variée et sophistiquée, (évolution qui préfigure la future carrière solo de Van Morrison) mais les session men plombent ce disque ambitieux. En mars 1966, on en extrait le 45 tours Call My Name, sans succès.

### La tournée aux États-Unis et le départ de Van Morrison
Un faux Them tourne aux États-Unis en se faisant passer pour les Irlandais. Decca envoie ses poulains en Amérique en mai 1966. La tournée dure deux mois. Le sommet a lieu au Whisky A Go-Go. Les premières parties de cette tournée sont assurées par Love, Captain Beefheart And His Magic Band, et surtout les Doors de Jim Morrison, encore inconnus. Certains se rappellent un long duo de Morrison sur Gloria que les Doors reprendront régulièrement. L'influence de Van sur Jim, est indéniable, tant par son jeu de scène provocateur (Van est rarement sobre à cette période, il insulte directement son public), que par sa tendance à lever le coude. Entre-temps Decca sort le 45 tours Richard Cory, reprise de Simon & Garfunkel, échec. Nouveau démantèlement du groupe pour une histoire d'argent (Solomon clame son innocence et affirme que Van Morrison a l'argent du groupe.).
De retour en Europe, Morrison et Henderson assurent deux shows en Irlande avec le batteur Sammy Stitt. Les spectacles suivants sont joués avec des musiciens disponibles sur le moment. Le tandem Morrison-Henderson se désagrège à son tour. Lors d'un ultime concert à Belfast, Van Morrison décide de chanter certains titres jamais répétés. Le Them du jour n'a presque jamais joué ensemble. Il peine à improviser, provoque un fiasco. Le public s'impatiente. Morrison l'insulte copieusement. La télévision s'empare de ce scandale régional. Le chanteur semble ne rien regretter. Récemment contacté par Bert Berns qui souhaitait lancer sa carrière solo sur son propre label Bang Records, Van Morrison hésite encore à intégrer un autre groupe, mais paraît déjà loin de Them.

### Themsans Van Morrison
Alan Henderson reconstitue un énième avatar de Them avec le chanteur Kenny McDowell. Quatre albums sont réalisés, sans succès, dans un style rhythm and blues teinté d'improvisations instrumentales. Le simple posthume The Story Of Them, écrit et chanté par Morrison, sort en novembre 1967. Ce morceau de sept minutes, le plus long du Them de Morrison, relate sur un ton plein d'emphase les débuts insouciants du groupe au Maritime.
En guise de conclusion, une citation du premier organiste de Them Eric Wrixon: «Si les responsables du management nous avaient soutenus au lieu de nous exploiter, Them aurait pu être au même niveau que les Rolling Stones: nous étions plus extrêmes, et musicalement en avance sur eux.»

## Influences
La musique de Them a inspiré de nombreuses forces créatrices du rock. En témoignent les reprises suivantes:
- Here Comes the Night par David Bowie dans l'album Pin Ups
- My Lonely Sad Eyes par Maria McKee dans l'album You Gotta Sin To Get Saved
- I Can Only Give You Everything par The Troggs
- You Just Can't Win par The Dead Weather
- Baby Please Don't Go par AC/DC et surtout Ted Nugent.

Elle a été utilisée dans quelques films :
- Baby Please Don't Go dans Sailor et Lula réalisé par David Lynch, ainsi que dans Good Morning, Vietnam.
- It's All Over Now, Baby Blue dans Basquiat réalisé par Julian Schnabel

Voir article détaillé: Gloria

## Discographie

### Albums originaux
- The Angry Young Them (1965)
- Them Again (1966)
- Now And Them (1968)
- Shut your mouth (1979 1996)

### Compilations
- The World of Them - (1970) (UK Decca- PA/SPA-86)
- Them Featuring Van Morrison: The Collection (1992)
- Them Featuring Van Morrison (1982)
- The Story of Them Featuring Van Morrison (1997)

### Single
- Don't Start Crying Now / One Two Brown Eyes – (1964)
- Baby, Please Don't Go / Gloria – (1964) UK No.10, US No.102
- Here Comes the Night / All For Myself – (1965) UK No.2, IRE No.2, US No.24
- One More Time / How Long Baby – (1965)
- Gloria / Baby, Please Don't Go – (1965) US No.93, US No.71 (1966)
- (It Won't Hurt) Half As Much / I'm Gonna Dress In Black – (1965)
- Mystic Eyes / If You And I Could Be As Two – (1966) US No.33
- Call My Name / Bring 'em On In – (1966)
- I Can Only Give You Everything / Don't Start Crying Now – (1966)
- It's All Over Now, Baby Blue / I'm Gonna Dress In Black (Hollande) – (1966)
- Richard Cory / Don't You Know – (1966)
- Friday's Child / Gloria – (1967)
- The Story Of Them, Part 1 / The Story Of Them, Part 2 – (1967)
- It's All Over Now, Baby Blue / Bad Or Good – (1973) GER No.13

## Filmographie
- Performance en playback de Baby Please Don't Go sur le plateau de l'émission télévisée britannique Ready Steady Go!, une sorte de Top 50, où Van Morrison ne daigne pas mimer sa partie d'harmonica! Baby Please Don't Go est par la suite devenu la chanson du générique de l'émission.
- Sorte de clip avant l'heure de Mystic Eyes tourné dans un jardin et destiné à la télévision néerlandaise.
- Where The Action Is: compilation de trois «clips avant l'heure» destinée à la télévision américaine. Parmi les chansons, deux de Them (Call My Name et Mystic Eyes) filmées sur le London Bridge, et une de Van Morrison en solo (Brown Eyed Girl).
- Performance au NME Pollwinners Concert du 11 avril 1965. Les deux chansons jouées à l'occasion de ce festival, qui sont Here Comes the Night et Turn On Your Lovelight, le furent en direct.